# Walter Weber (SS-Mitglied)
Carl Oscar Erdmann Walter Weber (* 1. Mai 1895 in Berlin; † nach 1969) war ein deutscher SS-Führer.

## Leben und Wirken
Weber war ein Sohn des Kaufmanns Gottfried Emil Otto Oskar Weber und seiner Frau Minna Amanda Henriette, geb. Rückheim. Nach dem Schulbesuch und der Teilnahme am Ersten Weltkrieg eröffnete Weber eine Drogerie in seiner Heimatstadt Berlin. Nachdem er die in der Lützowstraße gelegene Drogerie 1931 verkaufte, erwarb er aus dem Erlös des Verkaufs das Lokal „Blumeshof“.
Am 1. August 1930 trat Weber in die NSDAP ein (Mitgliedsnummer 289.485). Außerdem wurde er Mitglied der SS (Mitgliedsnr. 13.141).
Unmittelbar nach der nationalsozialistischen „Machtergreifung“ im Frühjahr 1933 erhielt Weber das Kommando über die sechsköpfige SS-Leibwache des neuernannten preußischen Innenministers Hermann Göring, die so genannte „Stabswache Göring“. In dieser Eigenschaft spielte Weber eine in der Forschung wiederholt beachtete Rolle bei den Ereignissen um den Reichstagsbrand vom 27. Februar 1933: Nachdem Göring am späten Abend über den Brand in Kenntnis gesetzt worden war, fuhr er in Begleitung Webers und seines Adjutanten Friedrich-Wilhelm Jakoby zum Reichstagsgebäude. Weber wurde dort von Jakoby beauftragt, den unterirdischen Verbindungsgang zwischen dem Reichstagsgebäude und dem Reichstagspräsidentenpalais auf Spuren bezüglich der Verantwortlichen für den Brand zu prüfen. Nach der späteren Aussagen Webers und Jakobys führte Weber diesen Auftrag mit einigen wahllos ausgewählten Schutzpolizisten aus, wobei ihm im Gang nichts besonders auffiel. Zum Jahresende wiederholte Weber diese Angabe als Zeuge vor dem Reichsgericht im Rahmen des Reichstagsbrandprozesses.
Aufgrund seiner Rolle in der Röhm-Affäre im Frühsommer 1934 wurde Weber, der damals zur besonderen Verfügung der 6. SS-Staffel gestellt war, am 4. Juli 1934 zum Obersturmführer befördert. 1935 musste Weber einem Artikel im Spiegel von 1970 zufolge aus der SS ausscheiden, weil er sich für eine jüdische Firma eingesetzt hatte.
Während des Zweiten Weltkrieges war Weber als Amtmann beim Generalbevollmächtigten für die Wirtschaft in Serbien in Belgrad tätig. Nach dem Krieg lebte Weber erneut in Berlin.

### Weber und die Reichstagsbrand-Kontroverse
Nach Kriegsende waren Webers Tätigkeit und seine Glaubwürdigkeit als historischer Zeuge in Sachen Reichstagsbrand Gegenstand heftig geführter Auseinandersetzungen im Rahmen der Forschungskontroverse um den Reichstagsbrand. Vertreter der Alleintäterthese wie Fritz Tobias, Uwe Backes und Hans Mommsen halten Webers Aussage, dass er im Gang nichts Auffälliges habe feststellen können, für glaubwürdig und werten sie als Beleg dafür, dass der im Reichstagsgebäude verhaftete Marinus van der Lubbe den Brand alleine gelegt habe und er keine nationalsozialistischen Hintermänner gehabt hätte, die durch den Tunnel in das Reichstagsgebäude eingedrungen und unentdeckt wieder geflohen seien. Vertreter der These einer nationalsozialistischen Urheberschaft für den Brand wie Ernstgert Kalbe, Walther Hofer oder Alexander Bahar wollen Weber demgegenüber keine Glaubwürdigkeit als Zeuge zubilligen. Insbesondere Hofer und das „Internationale Komitee zur wissenschaftlichen Erforschung der Ursachen und Folgen des Zweiten Weltkrieges“ verbanden ihre Kritik an der Bewertung Webers durch Mommsen und Tobias zudem mit persönlich gefärbter Polemik. So wurde Mommsen etwa vorgeworfen, eine Unschuld Görings am Reichstagsbrand nachweisen zu wollen und dass er deswegen Webers Aussage als „Alibi für Göring“ dankbar aufgegriffen habe.
Für die Glaubwürdigkeit Webers sprechen eklatante Fehler in einem Belastungszeugnis, das die Zeitschrift Stern 1969 in dem Artikel „Unternehmen Reichstagsbrand“ von Edouard Calic und Erich Kuby gegen ihn präsentierte und die der Spiegel in einem Artikel von 1970 aufdecken konnte. Namentlich präsentierten Calic und Kuby eine Aussage der Lebensmittelhändlerin Elisabeth Kuttner, die angab, Weber und der SS-Mann Walter Simon seien am Abend des 27. Februar dreimal in der Kneipe „Pariser Keller“ erschienen, in der sie arbeitete, und hätten „einige Kästen Bier und mehrere Flaschen Schnaps“ geholt. Weber habe bei seinem letzten Besuch erklärt, man feiere, weil man in dem unterirdischen Gang zwischen Reichstag und Präsidentenpalais die roten Brandstifter geschnappt habe. Der Spiegel konnte Kuttners Behauptungen widerlegen, indem er darauf hinwies, dass Simon erst im April 1933 in den Dienst Görings trat, am 27. Februar also gar nicht als Leibwächter im Reichstagspräsidentenpalais gewesen und mit Weber zum Bier-Holen gegangen sein konnte, was zudem keinen Sinn gehabt hätte, da Weber ja seine eigene Kneipe besaß, in der er sich Bier beschaffen konnte. Auch die von Kuttner aufgestellte Behauptung, Weber habe als Belohnung für seinen Einsatz eine Drogerie geschenkt bekommen, konnte der Spiegel widerlegen, indem man nachwies, dass Weber zwar eine Drogerie besessen habe, diese aber bereits 1919 erworben und 1931 bereits verkauft hatte.
Obwohl es somit nicht gelungen war, Webers Glaubwürdigkeit als Zeuge zu erschüttern, hielten die Vertreter der nationalsozialistischen Urheberschaft am Reichstagsbrand weiterhin daran fest, dass er nicht als Entlastungszeuge gelten könne. Walter Hofer ging in den 1970er Jahren sogar noch einen Schritt weiter, indem er Weber eine aktive Beteiligung an der Brandstiftung zuschrieb:
„Görings Leibwächter Walter Weber fiel offenbar bei der Tatausführung eine besondere Rolle zu.“

## Ehe und Familie
Am 15. Dezember 1939 heiratete Weber in Schöneberg in zweiter Ehe Gertrud Vensler (* 6. Februar 1910). Trauzeugen bei dieser Eheschließung waren der Luftwaffengeneral Karl Bodenschatz sowie der Leiter der Pressestelle im Preußischen Staatsministerium Erich Gritzbach. Die Ehe wurde 1958 durch Urteil des Landgerichts Berlin geschieden.

## Archivarische Überlieferung
Im Bundesarchiv Militärarchiv haben sich drei Militärpersonalakten zu Weber aus der Zeit des Zweiten Weltkriegs erhalten (PERS 6/176001 bis Pers 6/176003).